# 徐季
徐季，明朝人，是一名明朝政治人物。
徐季曾接替赵豫任松江府知府一职，由吴镛接任。